# Cơ quan Vũ trụ Syria
Cơ quan Vũ trụ Syria (tiếng Ả Rập: وكالة الفضاء و الطيران السورية) là tổ chức do chính phủ Syria điều hành dưới sự giám sát của Bộ trưởng Bộ Thông tin và Công nghệ Iyad Mohammed al Khatib và dành riêng cho hoạt động thăm dò không gian.

## Lịch sử
- Ngày 18 tháng 3 năm 2014, sau ba năm nội chiến ở Syria, chính phủ tuyên bố thành lập Cơ quan Vũ trụ Syria.[1][2]
- Ngày 19 tháng 8 năm 2016, Chính phủ Syria và Chính phủ Nga đã ký một thỏa thuận cam kết hợp tác trong lĩnh vực Nghiên cứu Vũ trụ và Viễn thám. Bản thỏa thuận này do tổng giám đốc cơ quan viễn thám là Tiến sĩ Osama-al Ammar phía Syria ký với Igor Komarov, người đứng đầu Roscosmos phía Nga.[3]
- Ngày 11 tháng 12 năm 2018, Bộ trưởng Bộ Thông tin và Công nghệ Syria Iyad Khatib cho biết trong chuyến thăm các cơ sở nghiên cứu không gian rằng sẽ phát triển "lộ trình cho chương trình không gian của Syria, cũng như cho việc phóng vệ tinh nhân tạo đầu tiên vào quỹ đạo Trái Đất".[4][5]